# Barrage de Nisramont
Barrage de Nisramont är en dammbyggnad i Belgien. Den ligger i provinsen Luxemburg och regionen Vallonien, i den sydöstra delen av landet, 120 kilometer sydost om huvudstaden Bryssel. Barrage de Nisramont ligger 277 meter över havet. Den ligger vid sjön Lac de Nisramont.
Terrängen runt Barrage de Nisramont är platt åt sydost, men åt nordväst är den kuperad. Barrage de Nisramont ligger nere i en dal. Närmaste större samhälle är Bastogne, 16,0 kilometer söder om Barrage de Nisramont.
Omgivningarna runt Barrage de Nisramont är en mosaik av jordbruksmark och naturlig växtlighet. Runt Barrage de Nisramont är det ganska tätbefolkat, med 80 invånare per kvadratkilometer.